# Лазурь
Лазу́рь — один из оттенков голубого цвета, цвет минерала азурита и красителя азур, цвет неба в ясный день.

## Этимология
Этимологический словарь Фасмера приводит древне-русскую форму лазорь (XVI в.). По его мнению заимствование шло через пол. lazur (с XV века) или чеш. lazur из ср.-в.-нем. lazûr, lasûr «голубой камень», которое восходит через ср.-лат. lazurium, lasurium (итал. l’azzuro, azurro из lazurro) к арабскому la^zavard.

## Лазурь в животном мире
Лазурь довольно часто встречается в природе. В животном мире наряд цвета лазури имеют голубая стрекоза, лазурный травяной попугайчик, лазурный зимородок, обыкновенная лазоревка, лазурный овсянковый кардинал, лазурные птицы, лазурные мухоловки, танагра Кабаниса, лазурная танагра-медосос, голубая сорока, блестящий расписной малюр, сине-жёлтый ара. Китайцы верили также в существование лазурного дракона[значимость факта?].

## Получение
С древних времён лазурный пигмент получался из азурита или смешением кобальта и ультрамарина. Индейцы майя использовали сложный состав из индиго, листьев индигоферы и минерала палыгорскита. Ювелирные изделия нужного цвета производились из лазуритаэто они так получали лазурь, или просто какой-то синий оттенок?[прояснить]. Когда в начале XVIII века появился искусственный синий краситель, он получил название «берлинская лазурь».

## В фольклоре и литературе
М. А. Шолохов называет лазоревой жёлто-серую степь и даже алый тюльпан: на южном Дону лазоревый — цвет любви, смешанной со страстью[значимость факта?].
В русских былинах «латырь» называется лазоревым и вообще «цветным»; «цветное платье», то есть разноцветное; «цветики лазуревы» (лазурь — густой небесный цвет; в  Рязанской губернии лазоревым цветком специально называют «шапки», махровый ярко-жёлтый цветок)[значимость факта?].

## В изобразительном искусстве
- Одна из наиболее известных картин И. Э. Грабаря называется «Февральская лазурь».

## В символике
В геральдике лазурь понимается более широко — как любой оттенок синего или голубого цвета. При чёрно-белом воспроизведении гербов она изображается горизонтальными линиями. Символизирует великодушие, честность, верность, безупречность, небо. Один из наиболее известных флагов с сочетанием лазурного и белого — флаг ООН.

## В топонимике
- В Твери протекает река Лазурь[7][значимость факта?].
- Средиземноморское побережье Франции называют Лазурным Берегом[значимость факта?].